# Brahiterapija raka prostate
Brahiterapija raka prostate je metoda radioterapije koja se zasniva na uvođenju radioaktivnih izvora (transplantata) u tkivo prostate u cilju lečenja zračenjem. Za ovu namenu upotrebljavaju se radioaktivni izotopi joda, paladijuma i iridijuma, čije fizičke osobine omogućavaju primenu višestruko većih doza zračenja (u poređenju sa perkutanim pristupom zračenju) uz prihvatljivu stopu nuspojava. Osnovni preduslov za uspešnu primenu brahiterapije je pažjivo određen stadijum (proširenosti) bolesti (raka).

## Opšte informacije
Rak ili karcinom prostate svojim sporim rastom i nepredvidivim ponašanjem zahteva vrlo oprezno odlučivanje o vrsti i obimu lečenja koje će se prieniti. Kvaliteta života nakon lečenja je takođe podjednako važna činilac kao i biohemijski, odnosno klinički tok bolesti. Kod večina bolesnika prema nekim od istraživanja, kvalitetu žvota lečenih brahiterapijom je poboljšan u nakon terapije 79% slućajeva, dok se samo manji broj žalio na psihološke smetnje u porodičnom životu.
Preduslov za uspeh brahiterapije je pravilan odabir bolesnika i precizna tehnika ugradnje impalnata.

## Istorija
Prvi opis primene radioaktivnog izotopa radijuma (238Ra) u brahiterapiji potiče od Barringera koji je 1917. godine, počeo lečenje iglama radijuma. Ova metoda nije naišla na širu primenu, sve dok nije početa primena trajnih implantata radioaktivnog joda (125I) retropubičnim pristupom od strane Hilarisa i Whitmora 1970-tih godina) za brahiterapiju tumora prostate. 
Tokom istorijskog razvoja ove metode u poćetku su igle za uvođenje radioaktivnih zrnaca joda postavljane tokom laparotomije pod kontrolom prsta uvučenog u pravo crevo. Dozimetrija je bila neprecizna, a raspodela zračenja neravnomerna. Zbog ovih nedostatak primena ove metode je privremeno prkinuta zbog rezultata lošijih od očekivanih, i morala je da sačeka razvoja tehnika
perkutanog zračenja i pojavu operativnih metoda kojima se štede karlični živci.
Nakon 1983. godine pojavom ultrazvučnih sondi i kompjutorizovane tomografije poboljšan je prikaz anatomskih odnosa prostate, a stadijum bolesti tačnije su određivani što je omogućilo da se obavi simuliranje zračenja pre početka zahvata. 
Prvih decenija 21. veka broj brahiterapijom lećenih bolesnik ana globalnom nicou stalno raste.

## Vrste terapije
Danas se najčešće primenjuju dve vrste brahiterapije:

### Brahiterapija niske brzine doze (LDR)
Brahiterapija niske brzine doze (akronim LDR — engl. low dose rate)  kojim se danas leči većina bolesnika, koristi radioaktivne implante male snage (veličine zrna pirinča) za tretman. To su najčešće radioaktivna zrnaca joda (125I — 13 Gy/nedeljno) ili paladijuma (103Pd — 40 Gy/nedeljno)
Ovi implanti se trajno umeću u telo, a nakon umetanja emitiraju zračenje koje se postepeno smanjuje u snazi, koje nakon nekoliko nedelja u potpunosti prestaje zračiti.
Indikacije
Indikacije za primenu LDR terapije su:
- karcinom prostatae stadijum T1-2a;
- volumen prostate do 60 ccm u trenutku implantacije;
- PSA < 10 ng/mL;
- Gleason zbir <6;
- bez znakova opstrukcije mokrenja;
- bez znakova perineuralnog ili ekstrakapsularnog širenja;
- manje od 50% pozitivnih cilindara dobijenih biopsijom prostate.[15]

### Brahiterapije velike brzine doze (HDR)
Brahiterapije velike brzine doze (akronim HDR  engl. high dose rate),  u poređenju sa LDR brahiterapijom, koristi izvore zračenja jačeg intenziteta, i zato se takvi implanti u telo postavljaju samo privremeno.
Od preparata velike brzine doze dans se koriste izotopi iridijuma (192Ir — 2-36 Gy/min) uvođenjem ciljano vodičem u tkivo prostate.

#### Indikacije
- Alternativa radikalnoj prostatektomiji, perkutanom zračenju ili LDR brahiterapiji[19]
- Svi stadijumi bolesti ograničeni na prostatu[20]
- Tumori sa ekstrakapsularnim ili perineuralnim širenjem, zahvatanjem semenih mehurića
- Bilo koja vrednost PSA ako nema dokaza o diseminaciji
- Bilo koji Gleasonov zbir
- „Salvage” lečenje nakon transuretralne resekcije prostate (akronim TURP), radikalne prostatektomije, perkutanog zračenja ili LDR brahiterapije.[21]

#### Postupak
Za izvođenje HDR brahiterapije bolesnik se priprema na isti način kao za LDR brahiterapiju i postavlja u položaj za litotomiju. Nije potrebno prethodno planiranje zračenja.
Počinje se tako što se fleksibilne igle vodilice pod ultrazvučnom ili rendgen kontrolo uvode kroz gumeni predložak sa dva niza cirkularno položenih otvora. Predložak nije fiksiran i njegovim naginjanjem se mogu postaviti igle u bilo koji raspored čak i u nepristupačna područja iza simfize
i obuhvatajući svaki željeni volumen. 
Nakon implantacije vodilica predložak se ušivanjem pričvršćuje za međicu. RTG i CT snimanjem se
utvrdi definitivni položaj vodilica za radioaktivne izvore i izraćunava plan zračenja. Zračenje se sprovodi u izolovanoj prostoriji sa zaštitom od zračenja pomoću uređaja za “after-loading” zračenje iridijumom visoke aktivnosti. 
Sesija zračenja traje 10-tak minuta, i za to vreme se aplikuje 15 Gy, što se ponavlja nekoliko puta u naredna dva dana prema planu zračenja. Između dve sesije zračenja bolesnik nije radioaktivan. Celi se postupak može ponoviti u nedeljnaim intervalima zavisno od ukupno planirane doze zračenja.

#### Prednosti
Kao moguće prednosti primene HDR brahiterapije navode se:
- Nema akcidentalne migracije radioaktivnih zrnaka u mokraćnu bešiku, rektum, uretru, semene mjehuriće ili pluća
- Nema izlaganja zračenju osoba u pacijentovoj okolini
- Lakša i preciznija dozimetrija
- Fleksibilne cevi vodiči olakšavaju uvođenje izvora u retropubično područje
- Smetnje nakon lečenja blaže i kraćeg trajanja (34-45% pacijenata ima dizurične smetnje do godinu dana, do 40% pacijenata ima erektilne disfunkcije različitog intenziteta)
- Niži troškovi lečenja zbog izostanka hormonskog i simptomatskog lečenja.

### Kombinovana terapija
Bolesnike sa značajnim rizikom širenja tumora izvan prostate trebalo bi lečiti kombinacijom perkutanog i brahiterapijskog zračenja. Rizik širenja izvan prostate se određuje kao prisutnost dva ili više rizična faktora u koje spadaju:
- Gleason zbir >7

- PSA >10 ng/mL

- Stadijum raka >T 2b

Preporučena doza je 40-50 Gy perkutanog zračenja + “boost” brahiterapijski 100-110 Gy

## Neželjena dejstva
Neželjena dejstva
Iako pacijenti mogu imati problema sa uriniranjem tokom prvih šest meseci nakon implantacije, oni se obično smire i trajni problemi su retki, javljaju se samo kod oko 1-2% pacijenata.
Komplikacije uključuju:
Probleme se mokrenjem
Ovi problemi mogu uključivati urinarnu inkontinenciju, uglavnom stresnu ili urgentnu inkontinenciju, poteškoće sa mokrenjem i zadržavanje urina. Prema pregledu objavljenom 2002. godine na duži rok, značajni opstruktivni simptomi ili uporna retencija urina koji zahtevaju TURP javili su se kod 0–8,7% pacijenata.  Urinarna inkontinencija je pronađena kod do 19% pacijenata lečenih implantom koji nisu imali raniji TURP, međutim, procenat je bio mnogo veći kod onih koji to jesuimali (do 86%). Stresna inkontinencija se može posmatrati kao rezultat direktnog oštećenja spoljašnjeg uretralnog sfinktera koje je posledica zračenja. Lečenje može uključivati promene načina života, trening bešike i upotrebu uložaka za inkontinenciju. Hirurško lečenje kod onih koji ne uspeju u početnoj terapiji može uključiti upotrebu uretralne remene ili veštačkog urinarnog sfinktera.
Problemi sa crevima
Ovi problemi javljaju se kod nekih pacinen nata u manje od 10% slučajeva, obično u vidu proliva ili urgentnost creva. Ovi problemi se občno smirebez daljeg lečenja. Radijacioni proktitis se može naći kod 0,5–21,4% pacijenata koji su primili brahiterapiju prostate zbog blizine prostate i debelog creva, sa značajnim povredama (fistulama) koje se javljaju kod 1–2,4% pacijenata.
Erektilna disfunkcija
Poteškoće u dobijanju i/ili održavanju erekcije; impotencija,  još jedan je od neželjenih efekata povezan sa nekim hirurškim i nehirurškim tretmanima raka prostate. Problem se javlja kod oko 25 do 50% muškaraca koji primaju brahiterapiju za rak prostate, što je manje nego kod muškaraca koji primaju standardno spoljno zračenje.  U roku od tri godine, malo muškaraca će primetiti značajno poboljšanje potencije, a povremeno se taj broj može pogoršati. Opcije lečenja uključuju upotrebu lekova (kao što su Viagra i Cialis), intrakavernoznih injekcija, uređaja za vakuumsku konstrikciju ili implantata penisa.

## Prognoza
Preduslovi za uspeh intersticijske brahiterapije je ispravan odabir bolesnika i precizna primenjena tehnika, a kvaliteta života nakon lečenja je podjednako važan kao i biohemijski, odnosno klinički tok bolesti.
Karcinom prostate svojim sporim rastom i nepredvidivim ponašanjem nameće vrlo oprezno odlučivanje o vrsti i obimu terapije koje će se primeniti.  
Kod većine bolesnika (79%) lečenih intersticijskom brahiterapijom prema istraživanju Artebery-ja i sar.  i Joly-ja i sar. kvalitet života nakon terapije ocenjen je odlično, uz samo nekoliko slučajeva koji su se žalili na psihološke smetnje u porodičnom i društvenom životu.

## Spoljašnje veze
|  | Molimo Vas, obratite pažnju na važno upozorenje u vezi sa temama iz oblasti medicine (zdravlja). |